# Великое замещение
«Великое замещение» (фр. grand remplacement, также «теория замещения» и «теория великого замещения») — белонационалистическая ультраправая теория заговора, согласно которой при бездействии или прямом содействии элит осуществляется постепенный процесс замещения «белого» населения Франции, а также всей Европы в целом другим населением — арабами, берберами, африканскими чернокожими и вообще представителями народов, традиционно проживающих на территории Африки и Ближнего Востока. Методами осуществления процесса «великого замещения» являются массовая иммиграция, высокая рождаемость в мигрантской среде, а также низкая рождаемость европейцев.
В начале XXI века теория «замены» коренного белого населения нашла поддержку в Европе, а также стала популярной среди антимигрантских и белонационалистических движений в других частях Запада. Многие из их сторонников утверждают, что «иммигранты стекаются в преимущественно белые страны с конкретной целью: сделать белое население меньшинством на своей земле или даже вызвать вымирание коренного населения». Таким образом, «теория великого замещения» является частью теории заговора о «геноциде белых».
Учёные отвергают «теорию великого замещения» и считает её основанной на неверной интерпретации данных статистики, а также личных предубеждениях авторов.

## История идей
Термин «великое замещение» взят из одноимённого французского романа Рено Камю, изданного в 2012 году, хотя теории со схожим смыслом, но другими названиями появились гораздо раньше. Так, одним из ранних распространителей концепции «замены» в США был консервативный юрист и евгеник Мэдисон Грант. В 1916 году он опубликовал работу под названием «Уход великой расы», в которой утверждал, что «наивысшая нордическая раса» находится под угрозой исчезновения в США. Дальнейшее распространение эти идеи получили в работе американского белого сепаратиста — Дэвида Лейна, который в 1990-х годах пропагандировал активный отпор «геноциду белой расы» под видом популяризации «вотанизма»
Согласно же роману Р. Камю, проживающие во Франции мусульмане представляют потенциальную угрозу и увеличение их численности приведёт к разрушению традиционной культуры и цивилизации. Камю, как и остальные сторонники теории «великого замещения», называет вышеописанный процесс «геноцид-замещением», а также считает, что он является следствием целенаправленной политики, осуществляемой глобалистскими и либеральными элитами (сторонники «великого замещения» называют таких людей «замещатели»), из которых состоит правительство Франции, других стран Европейского Союза, а также ООН.
Свое дальнейшее развитие идея «замещения», разросшаяся на богатой почве современных идеологий альтернативного правого толка, получила в движении идентаристов, своеобразным манифестом которых стала книга немецкого активиста и публициста Маркуса Виллингера — «Поколение идентизма: Объявление войны поколению 1968 года» (нем. — Die identitare Generation), изданная в 2013 году в Лондоне. Согласно Виллингеру, современная Европа и её аборигенные народы сгинут, в пучине истории, если не освободятся от гнета ЕС и засилия либеральных ценностей, превознесенных поколением «шестидесятников».

## Террористические акты
В октябре 2018 года Роберт Бауэрс, житель города Болдуин, штат Пенсильвания, убил 11 человек и ранил 6 в результате нападения на синагогу «Древо жизни» в Питтсбурге. Стрелок считал, что евреи ввозили в Соединённые Штаты небелых иммигрантов в рамках заговора против белой расы.
15 марта 2019 года Брентон Таррант, австралийский террорист, ответственный за массовые расстрелы в мечети Аль-Нур и Исламском центре Линвуд в Крайстчерче, в результате которых погиб 51 человек и 40 получили ранения, назвал свой манифест «Великое Замещение» (англ. «The Great Replacement» — отсылка к роману Рено Камю).
3 августа 2019 года американец Патрик Вуд Крузиус убил 23 человек в техасском городе Эль-Пасо. Целью были люди латиноамериканского происхождения. За несколько минут до начала стрельбы Крузиус опубликовал на имиджборде 8chan свой манифест объёмом в 27 страниц, на страницах которого выступил против увеличения числа мигрантов из Мексики и заявил что метисация, мультикультурализм, иммиграция небелых людей и рождаемость ниже уровня воспроизводства угрожают белому населению США, что способствует «белому геноциду».
В 2022 году 18-летний виновник массового расстрела в Буффало написал в своем манифесте, что на это его побудила теория «замещения белых людей другими расами». В нём он называет себя сторонником превосходства «белой расы» и антисемитом.